# Шпинёв, Евгений Фёдорович
Евге́ний Фёдорович Шпинёв (24 января [6 февраля] 1914, Екатеринослав — 8 апреля 1995, Донецк) — советский футболист, полузащитник и нападающий; футбольный тренер. Заслуженный тренер Украинской ССР.

## Карьера игрока
Родился 24 января (6 февраля) 1914 года в Екатеринославе. В 1936 стал игроком местной «Стали» (представлявшей трубопрокатный завод имени Ленина), выступавшей в чемпионате СССР. С 1937 по 1938 год являлся игроком другого днепропетровского клуба — «Динамо», затем перешел в «Сталь», представлявшую металлургический завод. В 1940 год играл за горьковское «Торпедо».
В послевоенные годы присоединился к сталинскому «Стахановцу» (позднее — «Шахтёр»), где выступал на протяжении пяти сезонов, после чего завершил выступления в качестве футболиста.

## Тренерская карьера
Завершив карьеру игрока, учился высшей тренерской школе и возглавил «Шахтёр» из Дружковки, где он находился на летних каникулах. После этого являлся главным тренером в горловском «Шахтёре». В 1960 году после создания в Жданове команды мастеров под названием «Авангард», Шпинёв стал её главным тренером.
В 1960 году донецкий «Шахтёр» возглавил Олег Ошенков и пригласил в ассистенты Шпинёва, где он проработал четыре года. После этого некоторое время был тренером в макеевском «Шахтёр (Макеевка)». В 1966 году возглавил симферопольскую «Таврию». Под его руководством крымчане заняли в классе «А» (второй по силе дивизион) 12 место из 18 команд-участниц.
С 1967 по 1968 год вновь руководил ждановским «Азовцем», а затем являлся начальником команды. В 1969 году некоторое время тренировал макеевский «Авангард», после чего был тренером в другом макеевском клубе — «Шахтёре».
Являлся старшим лаборантом кафедры[какой?] в Донецком национальном техническом университете.